# 오픈 소스 유니코드 서체

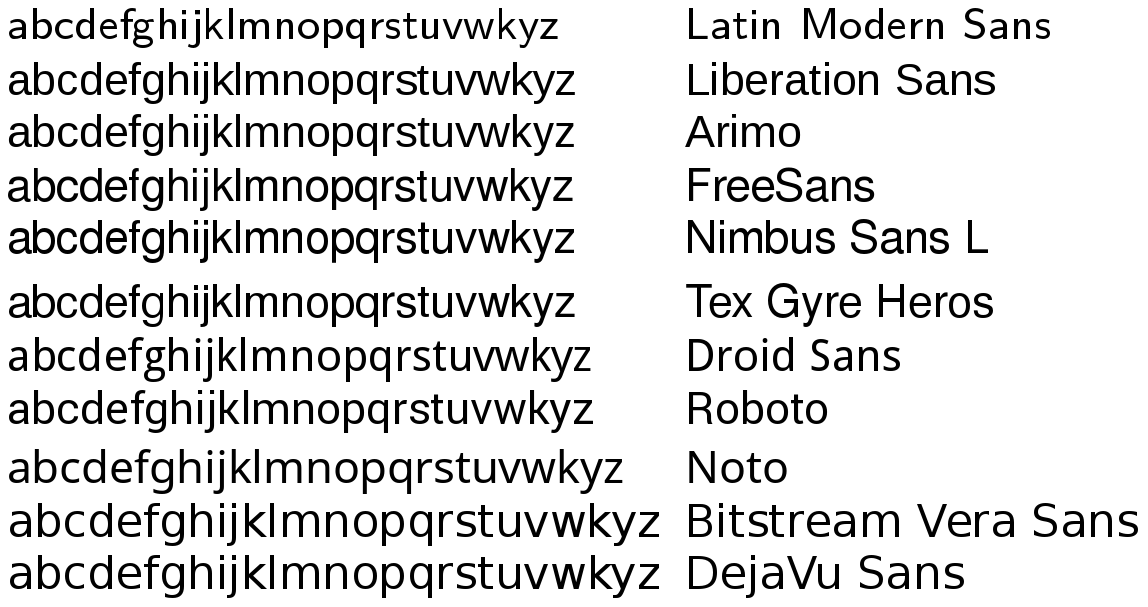
여러 자유 소프트웨어의 산세리프 글꼴들

자유롭고 오픈 소스인 유니코드 서체(글꼴) , 즉 모든 유니코드 문자의 글리프(자체)를 포함하도록 설계된 오픈 소스의 유니 코드 서체를 제공하는 몇 가지 프로젝트가 있다. 그러나 Arabeyes Arabic 글꼴과 같은 특정 스크립트만 제공하는 것을 목표로하는 수많은 프로젝트도 있다. 이러한 글꼴이있는 일부 스크립트만을 대상으로 지정하는 이점은 특정 유니 코드 문자가 사용되는 언어에 따라 다르게 렌더링되어야한다는 점이다. 오픈타입(OpenType)과 같은 최신 형식의 유니 코드 글꼴은 이론적으로 문자 당 여러 개의 글리프를 포함하여 여러 언어를 포함 할 수 있다. 실제로 CJK로 불리는 두 가지 이상 언어의 통일된 한자를 다루는 언어는 거의 어렵다.

## GNU 유니폰트
GNU 유니폰트(GNU Unifont)는 로만 치보라(Roman Czyborra)가 만든 비트맵 기반 글꼴로서 리눅스, XFree86 또는 X. Org 서버 와 같은 대부분의 무료 공개 운영 체제 및 윈도우 시스템에 제공된다. 글꼴은 GNU GPL버전 2+에서 글꼴 포함 예외로 배포된다.

## 무료 UCS 아웃라인 글꼴
Free UCS Outline Fonts (freefont 라고도 함)는 글꼴 수집 프로젝트이다. 이 프로젝트는 프리모즈 피털린(Primož Peterlin)에 의해 시작되었으며 현재 스티브 화이트(Steve White)에 의해 관리되고 있다. 이 프로젝트의 목표는 가능한 한 많은 유니코드 문자를 지원하기 위해 기존 무료 글꼴 및 특별 기부를 수집하여 글꼴 패키지를 생성하는 것이다. 글꼴 모음은 GNU 일반 공중 사용 허가서에 따라 GNU 프리폰트(GNU FreeFont) 로 배포된다. 또한 포스트스크립트(PostScript) , 트루타입(TrueType) 및 오픈타입(OpenType)을 비롯한 여러 글꼴 형식을 지원하고있다. 이러한 이유 때문에 글꼴은 폰트포지(FontForge)에서 만든 원래 작업에서 파생되어 .sfd (스플라인 글꼴 데이터베이스) 파일에 저장된다. 가장 최근의 릴리스는 2012년 5월 이후다.

## SIL 글꼴
SIL(sil.org)은 디지털 격차를 소수 언어로 이어주는 목표의 일환으로 많은 수의 서체, 편집자, 번역 및 서적 제작 시스템을 제공하고있다. 이 사이트에는 오른쪽에서 왼쪽으로 편집자, 키모어, RTF 변환기 및 고품질의 무료 유니 코드 글꼴을 포함하여 Windows 시스템을 위한 많은 유틸리티가 포함되어 있다. SIL은 자신의 SIL Open Font License에 따라 글꼴을 게시하고있다. 서체에는 유명한 카리스 폰트(Charis SIL) , 둘로스 폰트(Doulos SIL) 및 젠티움 폰트(Gentium)이 포함된다.

## MPH2B다마스
마크 윌리엄슨(Mark Williamson)의 MPH2B다마스(MPH 2B Damase)는 아르메니아어, 체로키어, 콥트어, 키프로스 음절 , 키릴 문자, 데저렛 문자, 그루지야 어, 글라골 문자, 고딕 문자, 그리스 문자, 히브리어 및 기타 문자 의 유니 코드 4.1 스크립트를 비롯하여 많은 비영어권 스크립트를 인코딩하는 무료 글꼴이다. 라틴어, 림부어(Limbu language), 선형문자 B(부분 적용), 오래된 이탤릭체, 고대 페르시아의 설형 문자, 오스마냐 문자, 페니키아 문자, 쇼 알파벳(Shavian) , 실헤티 나가리(Sylheti Nagari), 타이 누아(Tai Le), 타나 문자, 티피나그 문자, 우거리트(Ugaritic) 및 베트남어가 포함된다.

## IndUni{\displaystyle IndUni}글꼴
인드유니({\displaystyle IndUni}, 또는 인두니) 글꼴은 인도어및 네팔어 (산스크리트어, Prakrit, 힌디어) 및 중동어 및 우르두어 음역에 특히 적합한 다양한 악센트 및 결합 문자가있는 GPL 라이센스 글꼴 패밀리이다. 또한 아베스타어와 중국어의 병음 표현, 키릴 문자 세트 및 기본 그리스 문자 세트를 포함한다. 이 글꼴은 유니코드(Unicode)의 MES1(Multilingual European Subset 1) 전체를 거의 구현하고 있다. 마이크로소프트 윈도우 및 맥용 키보드 핸들러도 제공되므로 입력을 매우 쉽게 할 수 있다.
그들은 URW++가 디자인 한 글꼴을 기반으로하며 커리어 글꼴(Courier) , 헬베티카(Helvetica) , 타임스 뉴 로먼(Times) , 팔라티노(Palatino font) 및 뉴 센추리 스쿨북(New Century Schoolbook)에 대한 닮은형(lookalikes) 폰트를 제공하고있다.

## 노토 (Noto) 글꼴
Noto는 유니 코드 표준으로 인코딩된 모든 스크립트를 처리하도록 설계된 글꼴 패밀리이다. 여러 언어/스크립트에서 시각적 조화 (예 : 호환 높이 및 스트로크 두께)를 달성하기 위한 목적으로 설계되었다. 구글(Google)이 위임한 이 글꼴은 SIL 오픈 폰트 라이선스에 따라 사용이 허가되었다. 2015년 9월까지는 글꼴은 아파치 라이선스 2.0에 속했다.

## 같이 보기
- 오픈 폰트 라이선스
- 폰트포지